# Nephridiorhynchus
Nephridiorhynchus, rod parazitskih crva bodljikave glave iz porodice Oligacanthorhynchidae. Sastoji se od tri vrste:
- Nephridiorhynchus major (Bremser, 1811),
- Nephridiorhynchus palawanensis Tubangui, et al, 1938,
- Nephridiorhynchus thapari Sen and Chauhan, 1972